# Toyota Mirai
 Toyota Mirai  (japanski: トヨタ・MIRAI) je automobil pogonjen vodikovim gorivim ćelijama, jedan od prvih takvoga tipa koji se prodaje komercijalno.
Mirai je predstavljen u studenom 2014. godine na Los Angeles Auto Showu. Toyota je planirala napraviti 700 primjeraka za globalnu prodaju tijekom 2015. Ukupna prodaja do sredine veljače 2017. u Japanu, SAD-u, Europi i Ujedinjenim Arapskim Emiratima iznosila je 2840 automobila. Od toga, najviše u Japanu (1500 primjeraka) te u SAD-u (1200 primjeraka). Prema Američkoj agenciji za zaštitu okoliša, model Mirai iz 2016. ima domet od 502 km pri punoj bateriji, uz kombiniranu gradsku i autoputnu vožnju. Prodaja u Japanu započela je 15. prosinca 2014. sa cijenom od ¥6.7 milijuna (US$ 57,400) u Toyota Store i Toyopet Store lokacijama. Japanska vlada planira potpomoći komercijalizaciji automobila pogonjenin ćelijama sa subvencijom od ¥2 milijuna (~US$19,600). Maloprodaja u SAD-u započela je u kolovozu 2015. sa cijenom od US$ 57,500. Dostava kupcima započela je u listopadu 2015. u Kaliforniji. Od lipnja 2016. Mirai je dostupan u maloprodaji i u Ujedinjenom Kraljevstvu, Danskoj, Njemačkoj, Belgiji i Norveškoj. Cijene u Njemačkoj se kreću od €66 000.

## Povijest

### FCV koncept
Mirai je baziran na Toyota FCV (Fuel Cell Vehicle) konceptnom automobilu predstavljenom 2013.-te na Tokyo Motor Show-u. Predstavljeni konceptni auto bila je limuzina svijetlo plave boje, koja oblikom podsjeća na kapljicu vode, kako bi se naglasilo da je voda jedina tvar koja izlazi kroz ispušne cijevi.
 Auto sadrži veliku rešetku i druge otvore koji omogućavaju ulaz zraka za hlađenje te kisika koji koriste gorive ćelije. Prema Toyoti, konceptni automobil izgledom je jako blizu očekivanoj prodajnoj verziji istoga. Domet se procjenjuje na 650 km prema JC08 testu.
Prema Toyoti, FCV može ponuditi 3 kW/L, što je dva puta više od njegovog prethodnika Toyota FCHV-adv., s ukupnom izlaznom snagom od preko 100 kW-a. FCV koristi Toyotin mali i lagani snop gorivih ćelija i ima dva visokotlačna vodikova spremnika od 70 MPa smještena ispod posebno dizajniranog interijera. Automobil je vrlo prostran te nudi mjesta za 4 osobe.
FCV koncept također koristi i Toyotinu Hybrid Synergy Drive tehnologiju uključujući elektromotor, jedinicu za kontrolu snage i ostale dijelove i komponente iz hibridnih vozila da bi se poboljšala pouzdanost i minimizirali troškovi. Također, hibridna tehnologija odlično funkcionira s gorivim ćelijama. Pri niskim brzinama vožnje, kao što je gradska, FCV radi kao bilo koji drugi električni automobil koristeći energiju pohranjenu u akumulatoru, koji se puni regenerativnim kočenjem. Pri visokim brzinama, vodikove ćelije same pokreću elektromotor. Kada je potrebna velika količina snage, npr. kod naglog ubrzanja, akumulator i gorive ćelije rade usporedno da bi stvorili potrebni potisak. U lipnju 2014.-te Toyota je predstavila FCV s eksterijernim dizajnom blizu proizvodnje te objavila niz detalja što se tiče cijena u Japanu. Postavili su i domaće tržište prije travnja 2015.-te, limitirajuću prodaju na regije gdje je vodikoopskrbna infrastruktura u razvitku.

### Vremenska crta
1992: Toyota počinje razvijati FCV tehnologiju
1996: ESV13, FCV vozilo s metalno-hidridnim vodikovim spremnikom sudjeluje u paradi u Osaki
2001: Toyota pokazuje FCHV-4, FCHV-5 i Daihatsu MOVE FCV-K-II, vozila pogonjena gorivim ćelijama, na Tokyo Motor Show-u
2002: FCHV, baziran na Toyota Highlander modelu, biva dostupan za prodaju u ograničenim količinama u Japanu i SAD-u. Snop ćelija proizvodi snagu od 90 kW. Domet polagane vožnje iznosi 300 km. Dva primjerka su otišla u Irvine i Davis kampuse sveučilišta u Kaliforniji, a 4 primjerka su našla mjesto u vladinim odjelima Japana.
2003: Toyota i Daihatsu započinju cestovne testove s MOVE FCV-K-II.
2005: FCHV dobiva certifikat u Japanu.
2008: FCHV-adv sada ima domet od 830 km da bi zadovoljio testove i ima bolje performanse pri hladnom pokretanju vozila
2009: SAD prestaje financirati automobile pogonjene vodikovim ćelijama
2010: Toyota/Hino FCHV autobus počinje se koristiti na dnevnoj bazi na relaciji Tokyo Haneda aerodroma i centra grada
2011: Satoshi Ogiso, jedan od glavnih ljudi u Toyoti, objavljuje da su svi tehnički problemi riješeni te da kao jedini preostali problem ostaje cijena masovne proizvodnje
2011: Toyota pokazuje FCV prototip, imena FCV-R na Tokyo Motor Showu
2012: Predsjednik Toyote Takeshi Uchiyamada izjavljuje da trenutne sposobnosti električnih vozila ne zadovoljavaju svakodnevne ljudske potrebe. To se odnosi na domet vozila, cijenu i vrijeme punjenja
2013: Novinarima dopuštena testna vožnja, Toyota demonstrira da punjenje traje manje od 3 minute

2013: Toyota pokazuje FCV limuzinu na Tokyo Motor Showu
Lipanj 2014: Toyota otkriva svijetu skoro završeni FCV, najavljuje dostupnost vozila u Japanu početkom 2015.-te s cijenom od ¥7,000,000
Studeni 2014.: Toyota objavljuje službene detalje i slike komercijalne verzije automobila te da je nazvan Mirai što znači budućnost
Travanj 2015: Toyota Mirai je prvi automobil pogonjen vodikovim ćelijama koji se koristio kao sigurnosno vozilo u NASCAR utrci na Toyota Owners 400 u Richmond-u, SAD
Listopad 2015: Započinje prodaja i dostava Toyota Mirai-a u Kaliforniji
Veljača 2017: Toyota opoziva svih približno 2800 primjeraka Mirai-a koji su trenutno u komercijalnoj upotrebi zbog problema s proizvedenom voltažom u sustavu gorivih ćelija

### Testiranje
Toyota je započela s razvijanjem gorivih ćelija u ranim 90-ima i razvila je niz vozila koja su bili podvrgnuta više od 1,600,000 km cestovnog testiranja. Od 2012.-te, vozila na gorive ćelije zabilježile su tisuće prijeđenih kilometara u Sjevernoj Americi. To uključuje testiranje na visokim temperaturama u Dolini smrti, na niskim temperaturama u Yellowknife-u, Kanada, na strmim brdima u San Franciscu i na visokim nadmorskim visinama u Coloradu. Vodikovi spremnici ojačani karbonskim vlaknima, koje je razvila Toyota, također su prošli ekstremne testove na čvrstoću i izdržljivost u slučaju nesreće. Između rujna 2015.-te i veljače 2016.-te jedan primjerak Mirai-a je prešao 100,000 km u 107 dana na različitim cestama u Hamburgu, koristeći pri tome nešto više od tonu vodika.

## Specifikacije
Mirai koristi Toyotin sustav gorivih ćelija ( Toyota Fuel Cell System (TFCS) ), koji koristi istovremeno tehnologiju gorivih ćelija i hibridnu tehnologiju te sadrži originalne Toyotine komponente kao što su snop gorivih ćelija i visokotlačne vodikove spremnike. TFCS je energetski povoljniji od  motora s unutrašnjim izgaranjem i ne emitira ugljikov dioksid niti ikakve druge štetne spojeve tijekom vožnje. Sustav ima snagu ubrzati Mirai od 0-97 km/h za 9 sekundi. Punjenje spremnika vodikom traje između 3 i 5 minuta, a očekuje se ukupni domet automobila od 480 km s punim spremnikom. Mirai ima gumb na kojem piše  H2O kojim se otvara otvor na stražnjem dijelu vozila, kroz koji se izbacuje voda nastala reakcijom vodika i kisika u gorivim ćelijama. Ispuh vode iznosi 240 mL svakih 4 km vožnje.

### Ekonomičnost i domet
Prema Američkoj agenciji za zaštitu okoliša, model Mirai iz 2016.-te ima domet od 502 km pri punoj bateriji, uz kombiniranu gradsku i autoputnu vožnju. Mpg-e označave ekvivalentnost 1 kg vodika naspram 1 galona benzina.
Sljedeća tablica uspoređuje Mirai i druge dostupne automobile takve vrste:
| Vozilo                   | Godina modela | Kombinirana potrošnja goriva | Gradska potrošnja | Potrošnja na autocestama | Domet           | Godišnji troškovi goriva |
| ------------------------ | ------------- | ---------------------------- | ----------------- | ------------------------ | --------------- | ------------------------ |
| Honda Clarity Fuel Cell  | 2017          | 67 mpg-e                     | 68 mpg-e          | 66 mpg-e                 | 366 mi (589 km) | US$1,250                 |
| Toyota Mirai             | 2016-17       | 66 mpg-e                     | 66 mpg-e          | 66 mpg-e                 | 312 mi (502 km) | US$1,250                 |
| Honda FCX Clarity        | 2014          | 59 mpg-e                     | 58 mpg-e          | 60 mpg-e                 | 231 mi (372 km) | NO                       |
| Hyundai Tucson Fuel Cell | 2017          | 49 mpg-e                     | 48 mpg-e          | 50 mpg-e                 | 265 mi (426 km) | US$1,700                 |

### Snop gorivih ćelija
Novi Toyotin snop gorivih ćelija u stanju je razviti snagu od 114 kW (153 KS). Iskoristivost proizvodnje električne energije poboljšano je korištenjem kanala u obliku mreže. Prema Toyoti, to su prvi takvi kanali u svijetu, te svojim smještajem u finu trodimenzioonalnu rešetku poboljšavaju raspršivanje kisika, čime omogućavaju jednoliko stvaranje struje na površinama ćelija. Istovremeno utječu na kompaktnost i samu jačinu automobila, uz trenutno najbolju iskoristivost snopa u svijetu, od 3.1 kW/L,  što je dva puta više od Toyota FCHV-adv prototipa. Svaki snop uključuje 370 ćelija, od kojih je svaka debljine 1.34 mm i težine 102 g. Kompaktni snop Mirai-a ima oko 160 puta veću snagu od gorivnih ćelija koje se koriste u stambenim zgradama u Japanu.

### Visokotlačni vodikovi spremnici
Mirai sadrži dva spremnika vodika koji imaju troslojnu strukturu sačinjenu od plastike ojačane karbonskim vlaknima. Vodik se u spremnicima nalazi pod tlakom od 70 MPa. Zajedno spremnici teže 87.5 kg i imaju kapacitet od 5 kg.

### Elektromotor i akumulator
Zadnja generacija Toyotinih hibridnih komponenti masovno se koristi u pogonskom sklopu vozila pogonjenih gorivnim ćelijama, uključujući elektromotor, glavnu pogonsku jedinicu i akumulator. Elektromotor razvija snagu od 114 kW i 335 Nm zakretnog momenta. Mirai ima paket od 245 V (1.6 kWh) zapečaćenih nikal-metalnih hidridnih akumulatora, sličan onom korištenom u Toyota Camry hibridu. 

### Sigurnost
U Toyotinom Higashi-Fuji tehničkom centru, Mirai je bio testiran na jake udarce sa svih strana vozila, da bi se dizajniralo tijelo koje će najbolje zaštititi putnike i vozača. Posebna se pažnja pridodala i zaštiti snopa gorivih ćelija i visokotlačnih spremnika protiv deformacije. Spremnici vodika imaju visoku čvrstoću i izdržljivost, te odlično preventiraju curenje vodika. Postoje i senzori koji upozoravaju vozača na moguće probleme, te su u mogućnosti zatvoriti glavne ventile spremnika ako za to ima potrebe. Spremnici vodika i ostali dijelovi u kojima se može naći vodik, locirani su izvan glavne kabine automobila, da bi se vodik brzo raspršio u slučaju curenja. Struktura vozila je većinom sastavljena od polimera ojačanih karbonskim vlaknima iz japanske tvrtke Toray koja moguće udarce raspršuje na više dijelova automobila da bi se umanjila energija samog udarca i osigurala sigurnost spremnika, bilo u slučaju frontalnog, stražnjeg ili bočnog udarca.

## Infrastruktura
Od siječnja 2013.-te Japan je posjedovao 10 demonstrativnih stanica za punjenje vodikom, 3 od njih u vlasništvu Toyote. Da bi potpomogli komercijalizaciji vozila pogonjenih vodikovim ćelijama, Japanska vlada je odredila cilj gradnje oko stotinu takvih stanica do ožujka 2016.-te, u gradovima gdje su takva vozila prvobitno namijenjena. Do svibnja 2016.-te, u Japanu se nalazilo oko 80 stanica. Kalifornija je u 2015. imala 10 stanica, a vlada je izdvojila još US$47 milijuna za gradnju 28 dodatnih.

## Proizvodnja
Proizvodnja dijelova za gorivne ćelije počela je u Toyota Boshoku tvornici u studenom 2014.-te.

## Tržište i prodaja
U siječnju 2015. oglašeno je da će proizvodnja Miraija sa 700 primjeraka u 2015. narasti na 2000 2016. godine, odnosno 3000 u 2017. Ukupna prodaja do sredine veljače 2017. u Japanu, SAD-u, Europi i Ujedinjem Arapskim Emiratima iznosila je 2840 automobila. Od toga, najviše u Japanu (1500 primjeraka) te u SAD-u (1200 primjeraka).